# Мальчхиче
Мальчхиче — покинутый аул в Шаройском районе Чеченской Республики.

## География
Расположен на правом берегу реки Шароаргун, к юго-западу от районного центра Химой.
Ближайшие населённые пункты и развалины бывших аулов: на севере — село Хакмадой, на северо-западе — село Хакмадой, Шарой и бывшие аулы Бердукел, Хиндой, на северо-востоке — бывший аул Газика село Чайры, на юго-западе — бывшие аулы Хашелдой и Нижний Хашелдой, на юго-востоке — бывший аул Хиндушты.

## Название
Название состоит из трёх слов: «Мелч» — тёплого, тёплой; «Хи» — вода; «чу, че, чоь» — внутри, помещение. Мелчхичу — место, где тёплый источник.